# Embalse de Iznájar
El embalse de Iznájar está situado entre las provincias de Córdoba, Granada y Málaga, al lado de Iznájar y cerca de Rute, Cuevas de San Marcos, Fuentes de Cesna y Zagra. Pertenece a la Confederación hidrográfica del Guadalquivir. Se terminó en 1969, tiene una superficie de 2522 ha. y, con su capacidad de 981 hm³, es el embalse más grande de Andalucía.

## Historia
La construcción del embalse fue emprendida como defensa contra las riadas del río Genil para poblaciones como Puente Genil o Écija. Otra de las razones fue la incapacidad de almacenamiento que había demostrado tener el embalse de Cordobilla, situado junto a Puente Genil. 
Para la construcción, que comenzó en 1959 y duró una década, se usaron 1,4 millones de metros cúbicos de hormigón, récord en la España de aquella época, que además tuvieron que enfriarse con tubos internos de agua helada debido a las altas temperaturas. Antes de la inauguración, la carretera llegó a inundarse por las lluvias y los vecinos tuvieron que cambiar sus coches por lanchas y pontones.Debido a su emplazamiento se desplazó un núcleo de población de alrededor de 2000 personas llamado El Remolino que vivían en, se estima, que 600 viviendas. Todas ellas trasladadas a un nuevo emplazamiento. También se vio afectada la carretera C-334.
Fue inaugurado el 3 de junio de 1969 por el jefe del Estado Francisco Franco y supuso un gran cambio para los vecinos de la zona. Se erigió un monolito recordando dicho momento, retirado tras la promulgación de la Ley de la Memoria Histórica en 2008. La mitad de la población del municipio de Iznájar tuvo que emigrar a otros terrenos y todavía quedan en el fondo casas, puentes y carreteras. A pesar de este hecho traumático, la presa y el embalse se convirtieron en un importante motor turístico para el pueblo, que también cambió su paisaje estableciéndose en medio de una península en mitad del embalse.También quedaron anegados terrenos pertenecientes al municipio de Rute, como El Pamplinar, donde varias familias pudientes de la localidad tenían fincas de recreo, en alguna de las cuales se cree fueron enterrados varios fusilados por las fuerzas sublevadas durante las primeras semanas de la Guerra Civil.
El Pantano de Iznajar anteriormente iba a llamarse Pantano de Rute, siendo un proyecto de la Segunda República.￼ 
El Liberal 9 de Abril de 1935.
Los diputados de Granada, Málaga, respectivamente, Sres. La Moneda y Acuña en Unión de D. Francisco Vinuesa, de Córdoba han solicitado del ministro de Obras Públicas, se autorice la continuación de los estudios del Pantano de Rute. Para el comienzo de tan importante obras, faltan unos últimos sondeos, cuya autorización, está pendiente desde el mes de febrero, Los Sres. Lamoneda, Acuña y Vinuesa, han hecho ver al Sr. Guerra de los Ríos. Qué con el comienzo de las obras del Pantano de Rute, se resolvería en gran parte el problema del paro obrero, en la Cuenca del Genil, que afecta a las provincias de Granada, Málaga y Córdoba.

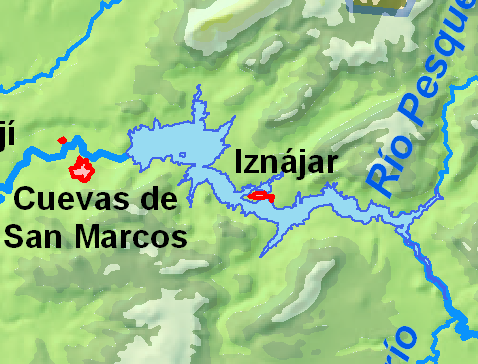
Mapa del embalse de Iznájar en el Genil

En 2010 se realizaron unas obras de mejora y modernización de la presa por más de 4 millones de euros para reforzar las galerías de drenaje del estribo izquierdo e impermeabilizar las pilas del aliviadero para asegurar el buen funcionamiento de las compuertas.
En 2015 se inauguró el Centro de Interpretación del Embalse de Iznájar, en el que se exhiben herramientas usadas en la construcción del embalse y ofrece datos curiosos.

## Características Técnicas de la cuenca
- Demarcación Hidrográfica: Confederación hidrográfica del Guadalquivir
- Río que vierte al embalse:  río Genil
- Superficie de la cuenca (Km2): 5.000
- Aportación media anual (Hm³): 600
- Precipitación media anual (mm): 583,7
- Caudal de Avenida de Proyecto (m³/s) para un período de retorno de 500 años: 6.500
- Geología de la Cuenca: Micasquistos y dolomías (cabecera); margas y margocalizas, arcillas, yesos, dolomías y calizas

## Características Ambientales de la cuenca
- Paisaje: desniveles poco acusados, excepto el asentamiento del pueblo de Iznájar.
- Vegetación: comunidades vegetales catalogados. Vegetación climática 15%.
- Fauna: especies catalogadas de interés
- Geología: Margas y margocalizas, arcillas, yesos, dolomías y calizas
- Hidrogeología: Acuíferos de Sierras Subbéticas de Córdoba
- Edafología: uso agrícola, en menor medida forestal.

## Características Técnicas de la Presa
La presa es de tipología de planta mixta, concretamente es una Presa de arco gravedad con una altura sobre su cimiento de 121,6 metros. Cuenta con un total de ocho aliviaderos por compuertas de tipo Taintor que desaguan a los aliviaderos de tipo Creager con una longitud de labio de 108 metros, los cuales tienen una cota umbral de 415,27 metros, siendo la cota de la coronación de 426 metros sobre el nivel del mar. Estos tienen la capacidad total de desagüe igual al caudal de avenida máxima de proyecto con período de retorno de 500 años de 6.500 metros cúbicos por segundo.
Además cuenta con 7 desagües de fondo con una capacidad de 432 metros cúbicos por segundo y dos tomas de agua conectadas a la central hidroeléctrica para una capacidad de 100 metros cúbicos por segundo. A continuación, un resumen de sus características técnicas: 
- Tipología: Gravedad Planta mixta
- Cota de coronación (m s. n. m.): 426
- Cota de cimientos (m s. n. m.): 304, 4
- Altura desde cimientos (m): 121,6
- Cota del lecho del cauce (m s. n. m.): 325
- Nivel Máximo Normal NMN (m): 421,06
- Superficie a NMN (Has.): 2.521,72
- Capacidad a NMN (Hm³): 981,12
- Longitud de coronación (m): 406,89
- Volumen del cuerpo de presa (m³): 1.396.400
- Número de desagües de fondo: 7
- Diámetro desagüe de fondo (m): 2,38
- Caudal máximo de cada desagüe de fondo (m³/s): 432
- Tipología de aliviadero: labio fijo - Creager
- Número de vanos del aliviadero: 8
- Dimensiones de cada vano (m): 13,50×6,00 (modelo Taintor)
- Capacidad del aliviadero (m³/s): 6.500 (N.A.P)

## Lugar turístico
Con el paso del tiempo y la demanda, se han ido construyendo un hotel, un camping, parcelas, cabañas de madera, un albergue y un restaurante. En verano es cuando más se visita este espacio, ya que muchos lo utilizan como playa de interior que sofoca las altas temperaturas. Muchos también practican kayak o pasean en hidropedales.
También en su ámbito más periférico cuenta con un castillo y el núcleo antiguo de Iznájar, existencia de varias Vías Pecuarias, yacimientos arqueológicos (ibérico-romano) de Cerro de la Mezquita o de la Isla (sumergidos habitualmente).

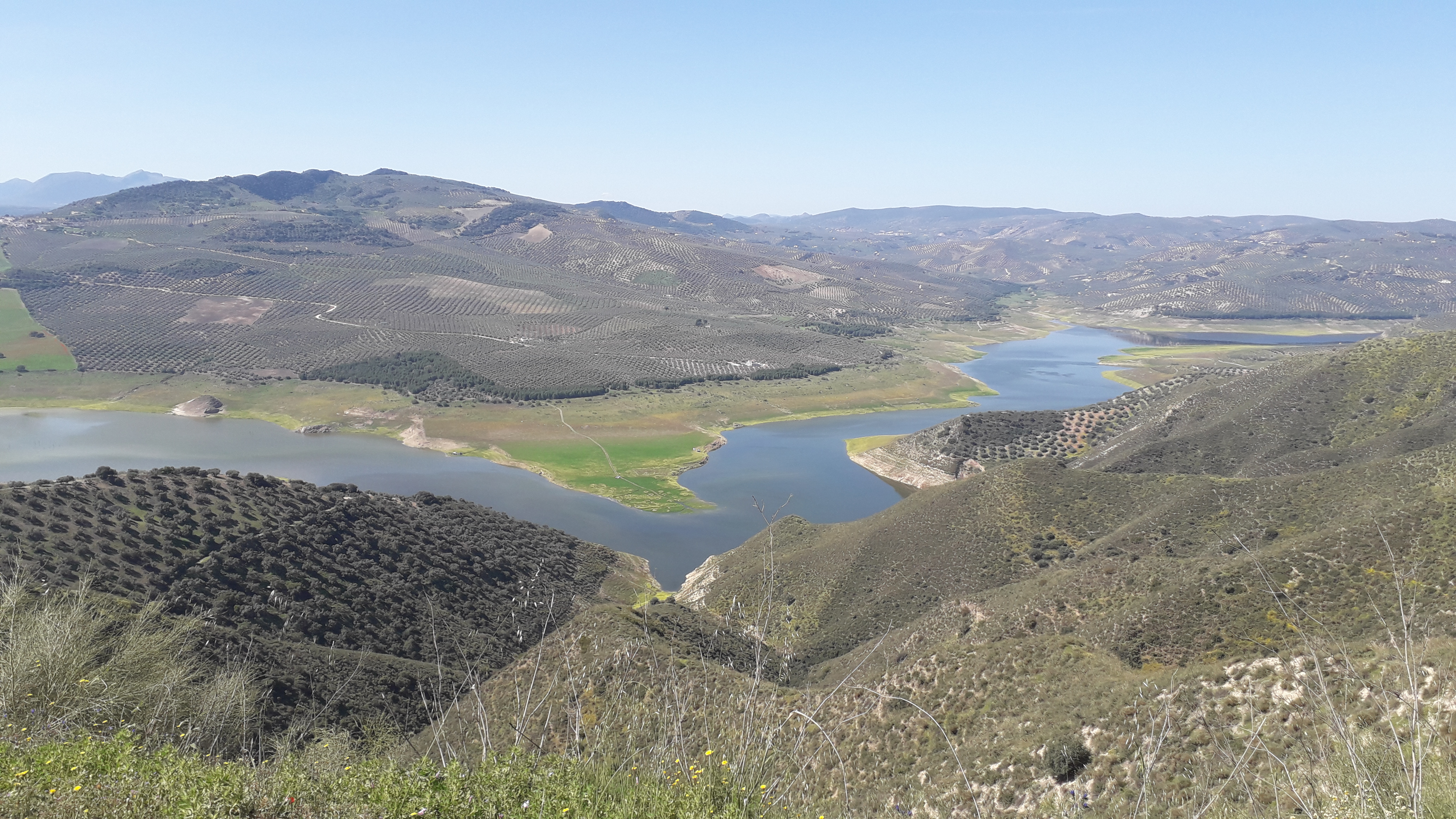
Embalse Iznájar .Abril 22

## Central hidroeléctrica
La central hidroeléctrica de Iznájar, la más grande de Andalucía, produce electricidad con el agua del embalse. Tiene una potencia instalada de 76,8 MW.